# Hohenwart (Krainer Adelsgeschlecht)

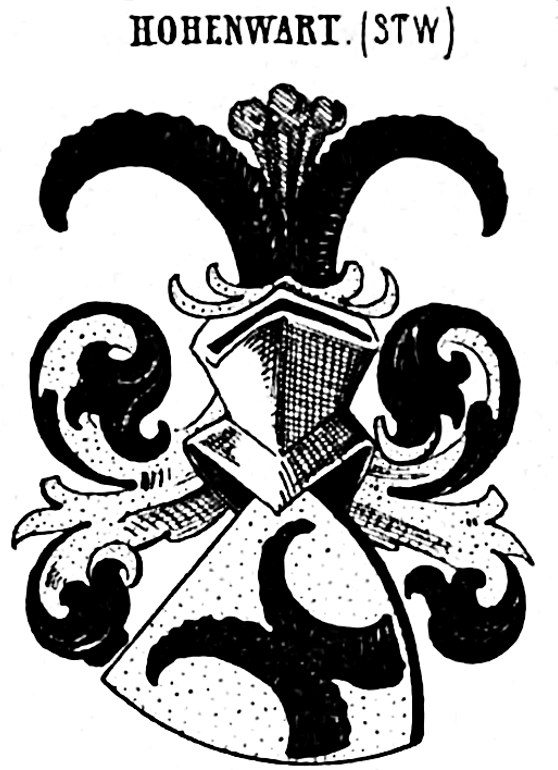
Stammwappen derer von Hohenwart in Siebmachers Wappenbuch

Hohenwart ist der Name eines Krainer Uradelsgeschlechts, das 1767 den Grafenstand erlangte.
Die Familie ist von den nicht stammverwandten bayerischen Grafen von Hohenwart zu unterscheiden.

## Geschichte

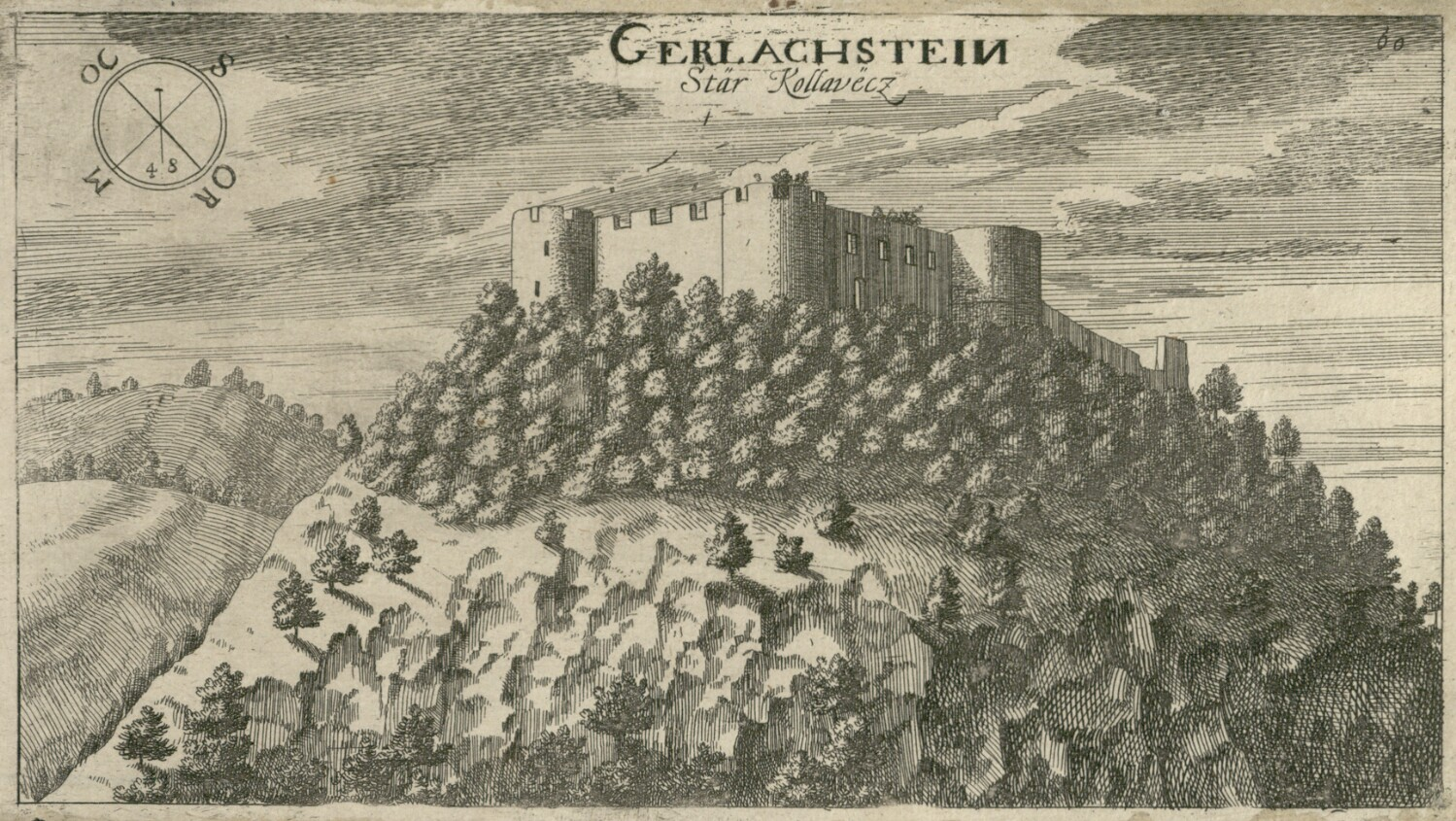
Die Burg Gerlachstein in Krain, 1679 (nur mehr kleine Ruinenreste erhalten)

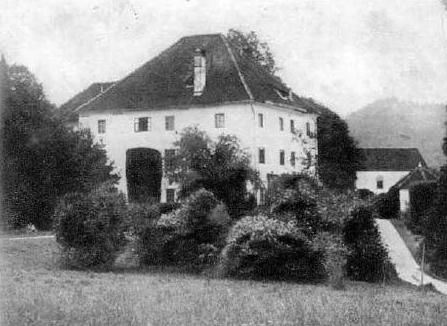
Herrenhaus Gerlachstein unterhalb der Burgruine um 1926 (nach 1945 zerstört mit Ausnahme einer Kapelle)

Die Herren von Hohenwart waren bereits im 14. Jahrhundert hoch angesehen. Sie waren mit dem Erbtruchsessenamt in Krain und in der windischen Mark bekleidet. Ihr Stammsitz war Gerlachstein (Kolovec) in der heutigen Gemeinde Domžale im ehemaligen Kronland Krain, heute Slowenien. Die Erhebung in den Reichsgrafenstand erfolgte 1767.

## Persönlichkeiten
Bedeutende Mitglieder der Familie sind:
- Georg Jakob von Hohenwart (1724–1800), Beamter
- Sigismund Anton von Hohenwart (1730–1820), Geistlicher
- Sigismund Ernst von Hohenwart (1745–1825), Geistlicher, Naturwissenschafter und Alpinist
- Franz von Hohenwart (1770–1844), Naturforscher
- Andreas von Hohenwart (1794–1881), Beamter
- Karl Sigmund von Hohenwart (1824–1899), Staatsmann
- Gilbert von Hohenwart (1854–1931), Diplomat

## Wappen
- Blasonierung des Stammwappens: In Gold zwei nach innen gebogene schwarze Bockshörner. Auf dem Helm mit schwarz-goldenen Helmdecken die Hörner, dazwischen drei grüne Straußenfedern.
- Blasonierung des Grafenwappens von 1767: Geviert mit Herzschild, darin in Silber auf rotem Dreiberg ein Turm (Referenz auf die nichtstammverwandten ausgestorbenen bayerischen Grafen von Hohenwart). Felder 1 und 4 das Stammwappen, Felder 2 und 3 eine silberne geschlossene Schüssel. Vier gekrönte Helme: I. mit schwarz-goldenen Decken die Hörner darauf Stab abwechselnd mit schwarzen und goldenen Straußenfedern besteckt; II. mit schwarz-goldenen Decken ein Schwan wachsend, den Hals mit vier roten Kugeln besteckt; III. mit rot-silbernen Decken ein Doppelbeil darauf ein Stab abwechselnd mit schwarzen und silbernen Federn besteckt; IV. mit rot-silbernen Decken eine silberne geschlossene Schüssel.

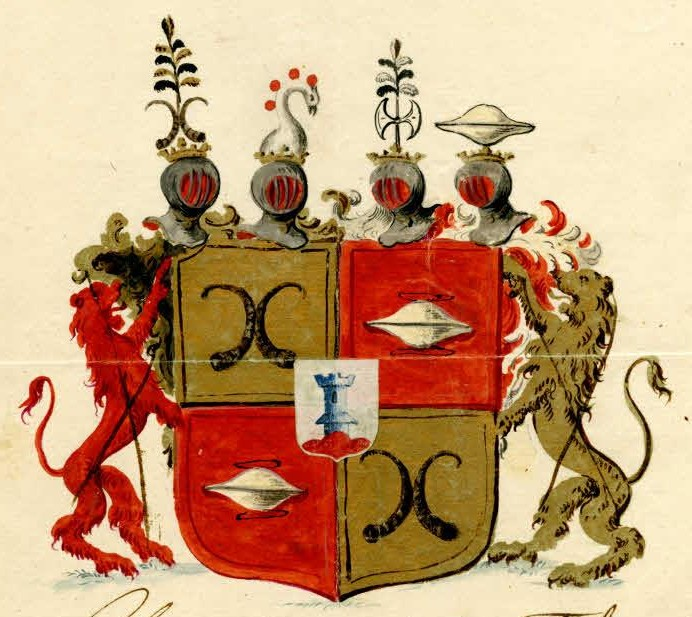
Wappen der Grafen von Hohenwart im Grafendiplom (1767)
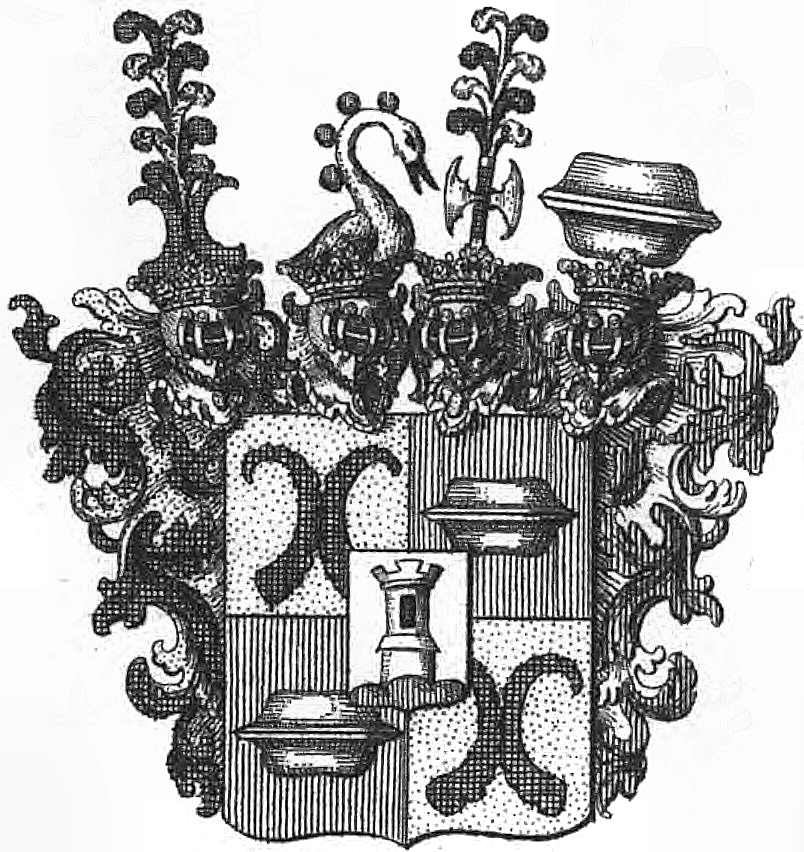
Wappen der Grafen von Hohenwart bei Tyroff